# Massimo Cagnina
Massimo Cagnina (Agrigento, 1º febbraio 1973) è un attore italiano.

## Biografia

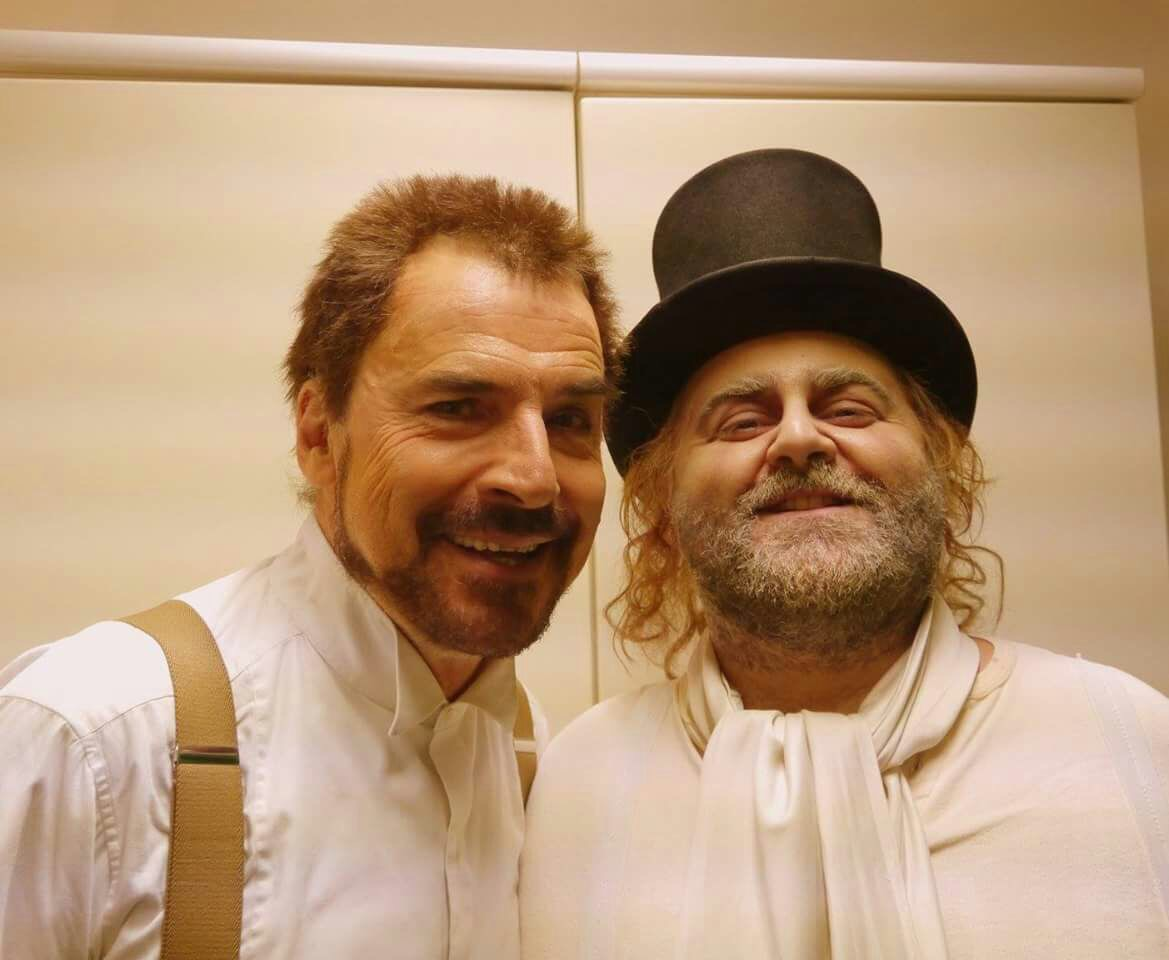
Massimo Cagnina con Tullio Solenghi, nel 2017.

Nato ad Agrigento nel 1973, nel 2002 viene ammesso al corso di qualificazione per attore di prosa della Scuola del Teatro Stabile di Genova, presso la quale si diploma nel 2004. Inizia presto una lunga collaborazione artistica con il regista Marco Sciaccaluga, lavorando in vari spettacoli di successo tra i quali Il sindaco del rione Sanità di Eduardo De Filippo (2014), dove recita accanto a Eros Pagni, Il Tartufo di Molière (2014), nuovamente con Eros Pagni e con Tullio Solenghi, e in Misura per misura di Shakespeare (2010).
Sotto la regia di Valerio Binasco è Marango in La Cucina (2016) di Arnold Wesker e Qualcuno arriverà (2007) di Jon Fosse.
In televisione tra i primi lavori, partecipa alla serie televisiva Crimini (2009) di Stefano Sollima, nell'episodio Luce del Nord e alla serie Fratelli Detective, per la regia di Giulio Manfredonia (2008).
Nel 2006 passa anche al cinema collaborando nel film Il nascondiglio, per la regia di Pupi Avati. Nel 2010 lavora con Giulio Manfredonia per la realizzazione del film Qualunquemente, nel ruolo del geometra accanto ad Antonio Albanese, film campione di incassi 2010, e nel film La nostra terra (2013), insieme a Sergio Rubini e Stefano Accorsi.
Come doppiatore cinematografico presta la voce al personaggio di Jonathan nel film a episodi All the Invisible Children (2006), diretto da Ridley Scott e nel film Le rose del deserto (2006) di Mario Monicelli.

## Teatrografia parziale
- Come vi piace di William Shakespeare, regia di Massimo Stinco, Firenze (1993)
- La proposta di matrimonio di Anton Čechov, regia di Massimo Stinco, Firenze (1993)
- La patente di Luigi Pirandello, regia di Massimo Stinco, Teatro Metastasio di Prato (1993)
- La locandiera di Carlo Goldoni, regia di Pier Luigi Zollo, Pistoia (1994)
- Le regine di Francia di Thornton Wilder, regia di Pier Luigi Zollo, Teatro Manzoni di Pistoia (1994)
- Le avventure del Capitano Spaventa di Francesco Andreini, regia di Pier Luigi Zollo, Firenze (1994)
- La proposta di matrimonio di Anton Čechov, regia di Pier Luigi Zollo, Pistoia (1995)
- Antologia di Spoon River di Edgar Lee Masters, regia di Pier Luigi Zollo, Teatro Manzoni di Pistoia (1995)
- Amanti idioti e dispersi, Sipario Club di Bologna e Abbazia di San Zeno di Pisa (2001)
- Ho visto un re di Dario Fo e Giorgio Gaber, diretto dal Maestro Giovanni Dagnino e Rachele Ghersi, Teatro Stabile di Genova (2002)
- Le avventure di Zelinda e Lindoro di Carlo Goldoni, regia di Anna Laura Messeri, Teatro Stabile di Genova (2003)
- Macbeth di William Shakespeare, regia di Riccardo Bellandi (2003)
- Vita di Galileo di Bertolt Brecht, regia di Alberto Giusta e Massimo Mesciulam, Teatro Stabile di Genova (2004)
- Aiace di Sofocle, regia di Marco Sciaccaluga, Teatro Stabile di Genova (2004)
- L'alchimista di Ben Jonson, regia di Jurij Ferrini, Teatro Stabile di Genova (2005)
- La bisbetica domata di William Shakespeare, regia di Alberto Giusta, compagnia Gank in collaborazione con il Teatro Stabile di Genova (2005)
- Enrico V di William Shakespeare, regia di Massimo Mesciulam, Teatro Stabile di Genova (2006)
- Qualcuno arriverà di Jon Fosse, regia di Valerio Binasco, Teatro Stabile di Genova (2007)
- Tre stelle sopra il baldacchino di Michael Zochow, regia di Alberto Giusta, Teatro Stabile di Genova (2008)
- Re Lear di William Shakespeare, regia di Marco Sciaccaluga, Teatro Stabile di Genova (2008)
- Misura per misura di William Shakespeare, regia di Marco Sciaccaluga, Teatro Stabile di Genova (2010)
- La scuola delle mogli di Molière, regia di Marco Sciaccaluga, Teatro Stabile di Genova (2011)
- Edipo tiranno di Sofocle, regia di Marco Sciaccaluga, Teatro Stabile di Genova (2012)
- I ragazzi irresistibili di Neil Simon, regia di Marco Sciaccaluga, Teatro Stabile di Genova (2013)
- Il Tartufo di Molière, regia di Marco Sciaccaluga, Teatro Stabile di Genova (2014)
- George Dandin di Molière, regia di Massimo Mesciulam, Teatro Stabile di Genova (2015)
- La cucina di Arnold Wesker, Teatro Stabile di Genova, regia di Valerio Binasco (2016)
- Le fenicie di Euripide, Istituto Nazionale del Dramma Antico, regia di Valerio Binasco (2017)

## Filmografia

### Attore

#### Cinema
- Guido che sfidò le Brigate Rosse, regia di Giuseppe Ferrara (2006)
- In memoria di me, regia di Saverio Costanzo (2006)
- Il nascondiglio, regia di Pupi Avati (2006)
- Una sconfinata giovinezza, regia di Pupi Avati (2010)
- Qualunquemente, regia di Giulio Manfredonia (2010)
- Tutto tutto niente niente, regia di Giulio Manfredonia
- Un matrimonio, regia di Pupi Avati (2013)
- La nostra terra, regia di Giulio Manfredonia (2013)
- Cetto c'è, senzadubbiamente, regia di Giulio Manfredonia (2019)
- Il primo Natale, regia di Ficarra e Picone (2020)
- Maledetta Primavera, regia di Elisa Amoruso (2020)
- D.N.A, regia di Lillo e Greg (2020)
- So tutto di te, regia di Roberto Lipari (2023)
- Tutta colpa del rock, regia di Andrea Jublin (2025)

#### Televisione
- Camera Café 2 – sitcom, episodio 37 "Torta pesante" (2004)
- Fratelli detective, regia di Giulio Manfredonia – film TV (2009)
- Crimini 2 – serie TV, episodio 8 (2009)
- Nemici Amici, regia di Giulio Manfredonia – miniserie TV (2010)
- Imma Tataranni - Sostituto procuratore – serie TV, episodio 1x04 (2019)
- The New Pope – serie TV (2020)
- Rocco Schiavone – serie TV, episodio 4x02 (2021)
- La fuggitiva, regia di Carlo Carlei – miniserie TV, 7 episodi (2021)
- Call My Agent - Italia – serie TV, episodi 1x02-1x04 (2023)
- Il paradiso delle signore – soap opera (2023-in corso)
- I leoni di Sicilia  – serie TV, 1° e 2° episodio (2023)

#### Pubblicità
- Spot FI.GEN.PA (2005)

#### Doppiaggio
- Sacco e Vanzetti. Fono Roma (2005)
- Silenzio tra due pensieri, regia di Babak Payami, protagonista. Fono Roma (2005)
- Il ladro della Gioconda. Fono Roma (2005)
- All the Invisible Children, Jonathan, di Ridley Scott. Fono Roma (2006)
- Le rose del deserto di Mario Monicelli. Fono Roma (2006)